# Lâm Trường Dân
Lâm Trường Dân (1876-1925) là chính trị gia, nhà ngoại giao, nhà giáo dục và nhà thư pháp Trung Quốc trong giai đoạn cuối đời nhà Thanh và đầu những năm Dân quốc. Đồng thời là một những người tiên phong trong lĩnh vực nghiên cứu xã hội tại Trung Quốc. Ông cũng là cha của Lâm Huy Nhân, nữ thi sĩ tài năng, kiến trúc sư đầu tiên của Trung Hoa.

## Tiểu sử
Lâm Trường Dân sinh ra trong gia đình quan lại có chức tước. Theo ghi chép trong "Lịch sử địa phương tỉnh Phúc kiến", ngày 16 tháng 7 đời vua Quang Tự của nhà Thanh (ngày 3 tháng 9 năm 1876), Lâm Trường Dân sinh ra tại Hàng Châu. Trong cuốn "Tạo hóa nguyên thược bình chú" ghi sinh ngày 14 tháng 6, năm Quang Tự (tức ngày 3 tháng 8 năm 1876). Tên lúc nhỏ là Tắc Trạch (则泽), tên tự là Tôn Mạnh, hiệu là Cự Đông Tử, Quế Lâm Nhất chi thất chủ.
Cha là Lâm Hiếu Tuân đỗ Tiến sĩ dưới thời vua Quang Tự, sau nhậm chức tri châu tại Chiết Giang.
Năm 1897, năm Quang Tự thứ 23, ông thi đậu tú tài và tiếp tục học tiếng Anh và tiếng Nhật. Sau này ông theo nghề phiên dịch từ năm 21 tuổi.
Năm 1906, năm Quang Tự thứ 32, Lâm Trường Dân đã thông qua trường Đông Văn Hàng Châu để đi du học Nhật Bản khi 30 tuổi. Ông nhận bằng cử nhân ngành Khoa học Chính trị và Kinh tế tại Đại học Waseda. Trong thời gian này, ông là chủ tịch hội đồng hương Phúc Kiến. Masataka Nakano và Kazumi Fumika là những người bạn học của ông.
Ngoài ra, ông cũng giữ liên lạc với các học giả và chính khách như Trương Giản (張謇), Sầm Xuân Huyên (岑春煊), Thương Hoa Long (湯化龙), Tôn Hồng Y (孫洪伊), Lưu Sùng Hữu (劉崇佑), Từ Phật Tô, Dương Độ (楊度), Tống Giáo Nhân, Inukai Tsuyoshi, Yukio Ozaki.

## Sự nghiệp
Năm 1909, năm Phổ Nghi thứ 1, quay về nước khi 33 tuổi. Ông được bổ nhiệm  làm trưởng khoa tại Trường lập pháp chính phủ Phúc Kiến và thư ký Hội đồng tư vấn Phúc Kiến. Không lâu sau, ông đã tham dự các cuộc họp của văn phòng cố vấn tỉnh tổ chức tại Thượng Hải và được đề bạt làm thư ký hội nghị của các đồng chí trong Quốc hội.

### Hoạt động quốc tế
Trong cuộc nổi dậy Hoàng Hoa Cương, còn được gọi là Cuộc nổi dậy Quảng Châu lần thứ 3 vào ngày 27 tháng 4 năm 1911 (niên hiệu Tuyên Thống năm thứ 3), Lâm Giác Dân, một sinh viên triết học tại Đại học Keio và là anh em họ của Lâm Trường Dân trở thành một trong 72 liệt sĩ Hoàng Hoa Cương. Do đó, ông Lâm ghét chính quyền nhà Thanh nên đã tham gia vào các hoạt động Cách mạng để trả thù, trở thành đại diện của tỉnh Phúc Kiến, tham gia cuộc họp của đại diện liên minh tỉnh trưởng tổ chức tại Nam Kinh. Sau khi Tôn Dật Tiên được bầu làm chủ tịch lâm thời của Trung Hoa Dân Quốc, ông giữ chức Cố vấn của Bộ Nội vụ, tham gia soạn thảo "Hiến pháp Trung Hoa Dân Quốc lâm thời".

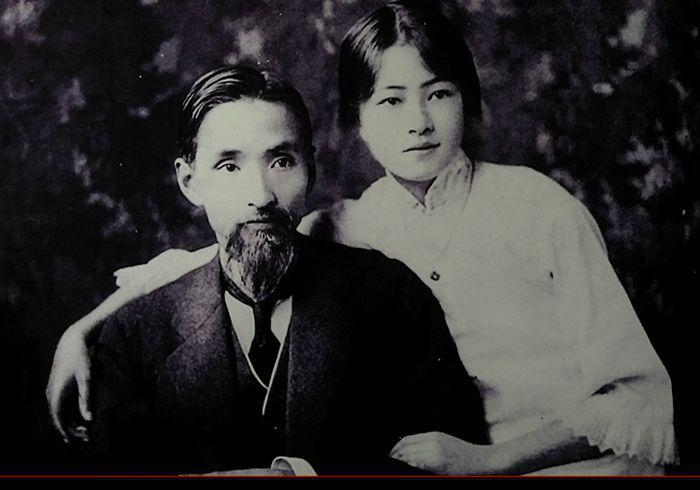
Một bức ảnh của Lâm Trường Dân và con gái Lâm Huy Nhân ở London khi đi du lịch ở châu Âu năm 1920.

### Qua đời trên chiến trường

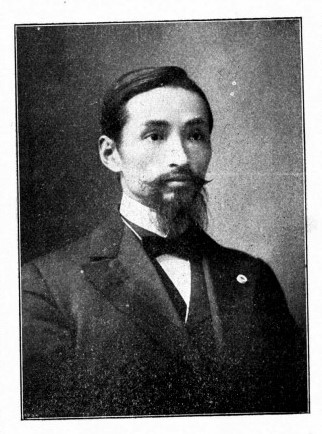
Ảnh của Lâm Trường Dân trong Tinh hoa Dân Quốc

Năm 1922, tức năm Dân quốc thứ 11, Quốc hội Dân quốc khôi phục lần thứ 2, ông tiếp tục phục vụ như một thành viên của Hạ viện và được bầu làm thành viên của Ủy ban soạn thảo Hiến pháp. Năm sau, cuộc  bầu cử tổng thống 1923 của Cộng hòa Trung Quốc diễn ra và để phản đối Tào Côn, ông trốn đến Thượng Hải.
Năm 1924, năm Dân quốc thứ 13, Trường Cao đẳng Chính trị và Lập pháp Phúc Kiến được tổ chức lại thành Đại học Phúc Kiến (nay là Đại học Sư phạm Phúc Kiến), Lâm Trường Dân trở thành hiệu trưởng. Ông đã viết một bức thư ngỏ "Lời khuyên cho người Nhật", chỉ trích chính sách Trung Quốc của phát xít Nhật Bản. Năm sau, ông được chính phủ cầm quyền của Đoàn Kỳ Thụy bổ nhiệm làm thành viên của Ủy ban soạn thảo Hiến pháp quốc gia.
Tháng 11 cùng năm, Quách Tùng Linh là tướng lĩnh nhóm Phụng hệ phát động binh biến chống lại người lãnh đạo Phụng hệ là Trương Tác Lâm. Vào thời điểm đó, Lâm Trường Dân được Quách Tùng Linh bổ nhiệm làm thư ký, ông chấp nhận giao hẹn, đi theo Quách. Sau đó Quách Tùng Linh bị quân của Trương Tác Lâm phản công rồi bại trận.
Ngày 24 tháng 12 năm 1924, Lâm Trường Dân bị trúng đạn lạc và bị giết trong cuộc hỗn chiến tại đồn Tiểu Tô Gia (小蘇家屯), Tân Dân, tỉnh Phụng Thiên (nay là thành phố Tân Dân, Thẩm Dương). Hưởng thọ 50 tuổi (tròn 49 tuổi).

## Gia đình
- Cha：Lâm Hiếu Tuân
- Vợ đầu：Họ Diệp, không có con
- Vợ hai：Hà Tuyết Viên（1882－1972) sinh được 2 gái 1 trai.
  - Con gái cả：Lâm Huy Nhân（1904－1955）
- Thiếp：Trình Quế Lâm, kết hôn năm 1912
  - Con gái thứ 2：Lâm Yến Ngọc（1914－1950）
  - Con trai đầu：Lâm Hoàn sinh năm 1915, đăng ký học tại Đại học Washington ở Seattle năm 1948. Sau đó, ông là Trưởng khoa của Học viện Mỹ thuật Ohio và di cư sang Hoa Kỳ vào năm 1948. Tên tiếng Anh của ông là Henry.
    - Con dâu: Trương Minh Huy (Julia Chang Lin, 1928-2013), vợ của Lâm Hoàn, sinh ra trong gia đình bác sĩ nổi tiếng của Thượng Hải. Bà theo học Đại học St. John ở Thượng Hải năm 1947. Sau đó từ Hồng Kông sang Mỹ du học Smith College vào tháng 5 năm 1949. Bà đã nhận bằng thạc sĩ tại Đại học Washington và giảng dạy tại Khoa tiếng Anh của Đại học Ohio trong gần ba mươi năm.
    - Cháu nội：Lâm Đàm
    - Cháu nội：Lâm Anh (sinh 1959, nhận Huân chương Nghệ thuật Quốc gia năm 2010 và nhận Giải thưởng của Tổng thống tại Nhà Trắng)

  - Con trai kế：Lâm Hằng (sinh 1916, qua đời khi lái máy bay chiến đấu trên không qua Thành Đô trong Kháng chiến chống Nhật)
  - Con trai thứ 3：Lâm Huyên（sinh năm 1919, sau này là Giáo sư Đại học Trịnh Châu）
  - Con trai thứ 4：Lâm Viên（sinh 1922)
    - Cháu nội：Lâm Băng, con gái Lâm Viên
- Em trai：Lâm Thiên Dân
- Anh em họ：Lâm Giác Dân, con trai của Lâm Giác Dĩnh
- Anh em họ：Lâm Triệu Dân
- Anh em họ：Lâm Doãn Dân
- Anh em họ：Lâm Ý Dân